# اچ‌ام‌اس ریل (اف۱۲۹)
اچ‌ام‌اس ریل (اف۱۲۹) (به انگلیسی: HMS Rhyl (F129)) یک کشتی بود. این کشتی در سال ۱۹۵۹ ساخته شد.